# Peruc (nádraží)
Peruc je železniční stanice v jižní části městyse Peruc v okrese Louny v Ústeckém kraji nedaleko Débeřského potoka. Leží na neelektrizované jednokolejné trati Kralupy nad Vltavou – Louny.

## Historie
Staniční budova zde byla zprovozněna 2. ledna 1873 při budování trati z Prahy přes Slaný do Mostu v rámci projektu propojení mostecké a duchcovské důlní oblasti. Výstavbu a provoz trati financovala a provozovala společnost Soukromá pražsko-duchcovská dráha. 12. května téhož roku byl zahájen provoz v celé délce trati Praha-Most.
Po zestátnění PDE v roce 1892 pak obsluhovala stanici jedna společnost, Císařsko-královské státní dráhy (kkStB), po roce 1918 pak správu přebraly Československé státní dráhy.
V letech 1879 až 1910 fungovala z nádraží vlečka do místního cukrovaru s vozy taženými voly.

## Popis
Nachází se zde dvě nekrytá jednostranná nástupiště, k příchodu k vlakům slouží přechody přes koleje.